# 短穗画眉草
短穗画眉草（学名：Eragrostis cylindrica）为禾本科画眉草属的植物。分布在东南亚各地、台湾岛以及中国大陆的安徽、海南省、广东省、福建、广西等地，常生于山坡荒地，目前尚未由人工引种栽培。